# Camila Rojas
Camila Ruzlay Rojas Valderrama (San Antonio, 11 de marzo de 1991) es una administradora pública y política chilena, exmiembro del partido Comunes y militante del Frente Amplio. Actualmente es diputada de la República por el distrito N.° 7, Región de Valparaíso.
Al asumir como diputada el 11 de marzo de 2018, con 27 años; se convirtió en la más joven de los 155 parlamentarios (periodo 2018-2022).

## Biografía
Nació en San Antonio, el 11 de marzo de 1991. Hija de Luis Rojas Gálvez, obrero de la construcción y Gabriela Valderrama Álvarez, modista.
Realizó sus estudios primarios y secundarios en el Colegio Nuestra Señora Pompeya, de San Antonio.
En el año 2009, ingresó a estudiar Administración Pública en la Escuela de Gobierno y Gestión Pública de la Universidad de Chile, donde se tituló de Administradora Pública. Cursó un Magíster en Gestión y Políticas Públicas. 

### Trayectoria política y pública
Inicia su trayectoria pública como integrante del Centro de Alumnos de su colegio en San Antonio, en el año 2006, en que a su vez, participa activamente en la llamada «Revolución Pingüina», hecho que marca el inicio de su trayectoria política.
En el año 2011, participa activamente en el movimiento estudiantil y postula, a fines del mismo, a Consejera de Federación de la Universidad de Chile, en representación de su Escuela. Este mismo año, inicia su militancia en la Izquierda Autónoma (IA).
En el año 2012 fue Consejera de la FECh en representación del Instituto de Asuntos Públicos y en el 2013 Delegada, ante la misma instancia, del Centro de Estudiantes de Administración Pública.
Entre los años 2014 y 2016, fue senadora Universitaria de la Universidad de Chile, e integró las Comisiones de Desarrollo Institucional, Estructuras y Unidades Académicas y Especial Consulta Universitaria.
En noviembre del 2015, es electa Presidenta de la Federación de Estudiantes de la Universidad de Chile (FECh), en la Lista E “Creando”, transformándose en la 5.ª mujer en dirigir la institución estudiantil. Al mismo tiempo de desempeñó como Vocera de la Confederación de Estudiantes de Chile (Confech).
El 14 de enero de 2017, en un encuentro del Movimiento Izquierda Autónoma, realizado en el Edificio Hucke de la Facultad de Ingeniería de la Universidad de Valparaíso, es proclamada como precandidata a diputada por el 7° Distrito, que comprende las comunas de Valparaíso, Juan Fernández, Isla de Pascua, Viña del Mar, Concón, San Antonio, Santo Domingo, Cartagena, El Tabo, El Quisco, Algarrobo y Casablanca, de la Región de Valparaíso, inscribiendo su candidatura en agosto del mismo año, al interior del pacto Frente Amplio.
El las elecciones de noviembre de 2017, fue elegida diputada por el 7° distrito (Región de Valparaíso), con el 4,61% de los sufragios, correspondiente a 14.860 votos, formando parte como independiente en la lista del Partido Igualdad, dentro del pacto Frente Amplio. Es integrante de las comisiones permanentes de Educación; y de Pesca, Acuicultura e Intereses Marítimos. Forma parte del Comité Parlamentario Comité Mixto Humanista, Liberal, Poder y Ecologista Verde.
En enero de 2019 se sumó a Comunes, partido que surgió de la fusión de Izquierda Autónoma con Poder Ciudadano. En julio de 2021, asumió como Secretaria General de dicho partido.

## Historial electoral

### Elecciones parlamentarias de 2017
- Elecciones parlamentarias de 2017 a diputados por el distrito 7 (Algarrobo, Cartagena, Casablanca, Concón, El Quisco, El Tabo, Isla de Pascua, Juan Fernández, San Antonio, Santo Domingo, Valparaíso y Viña del Mar)[7]

### Elecciones parlamentarias de 2021
- Elecciones parlamentarias de 2021 a Diputados por el distrito 7 (Algarrobo, Cartagena, Casablanca, Concón, El Quisco, El Tabo, Isla de Pascua, Juan Fernández, San Antonio, Santo Domingo, Valparaíso y Viña del Mar)[8]